# José Cándido Expósito
José Cándido (n. Cádiz, 1734 - f. El Puerto de Santa María; 23 de junio de 1771) fue un matador de toros español.
Entregado el 30 de noviembre de 1734 en la Casa Cuna de Cádiz, es recogido y adoptado en 1737 por un matrimonio de Chiclana de la Frontera, Melchor Román y Josefa de Olvera. Trabajó de tablajero en el Matadero de Chiclana, oficio que compaginó con su afición por los toros. Ingresó siendo casi niño en la cuadrilla de Lorenzo Manuel y tanto adelantó en su profesión que bien pronto no tuvo rival. Tan valiente como inteligente, practicaba con verdadera maestría las suertes más difíciles y con frecuencia mataba toros valiéndose solo de su sombrero como muleta y de un puñal en lugar del estoque.
Inventó el salto del testuz y acabó sus días en plena juventud por haber resbalado en un charco de sangre ante un toro que le perseguía y que le mató de una cornada en la plaza de toros del Puerto de Santa María.
Fue padre del también matador de toros Jerónimo José Cándido.